# Australian Brandenburg Orchestra
L’Australian Brandenburg Orchestra est un orchestre australien spécialisé dans la représentation de musique classique et baroque, et qui est basé à Sydney.
Les musiciens jouent sur des reproductions ou restaurations d'instruments du XVIIIe siècle. L'orchestre a été formé en 1989 et le nom rend hommage aux concertos brandebourgeois de Johann Sebastian Bach, qui était central à cette période.
Le groupe fait des apparitions régulières dans la majorité des salles de concerts d'Australie et a joué avec des invités tels que  Andreas Scholl, Emma Kirkby, Derek Lee Ragin, Andrew Manze, Philippe Jaroussky, Christina Pluhar et Elizabeth Wallfisch. Le fondateur et directeur artistique de l'orchestre est Paul Dyer.

## Discographie (sélection)
- 1994 : Haendel, Handel arias from Julius Caesar, Alcina, Rinaldo, avec Graham Pushee, contreténor (1-6 août 1994, ABC Classics) (OCLC 212905738)
- 2000 : Vivaldi, Nisi Dominus ; Motets ; String concertos ; Salve Regina, avec Andreas Scholl (10-13 janvier 2000, Decca) (OCLC 45340459)
- 2002 : Noel! Noel! (14 décembre 2001, ABC classics 472 606-2) (OCLC 223391420)
- 2009 : Haendel, Concerti grossi, op. 6 (2004 à 2008, 2CD ABC classics) (OCLC 614063243)
- 2010 : Baroque favourites (2CD ABC Classics) (OCLC 805486998)
- 2014 : A Celtic Christmas (concert 2013, ABC Classics) (OCLC 898225257)
- 2016 : Her Majesty's Music (ABC Classics 481 2424) (OCLC 947016839)